# 미야자키촌 (이시카와현)
미야자키촌(宮崎村)은 이시카와현 스즈군에 존재했던 촌이다.

## 역사
- 1889년 4월 1일 - 정촌제 시행에 의해 9개 촌의 구역을 가지고 미야자키촌이 설치되였다.
- 1907년 10월 15일 - 무쿠로촌, 마쓰나미촌, 미야자키촌이 폐지되어, 무쿠로촌이 설치되었다.

## 참고문헌
- 『内浦町史』